# Завоювання Орана (1509)
Завоювання Орана (1509) — завоювання північноафриканського міста Оран (на території сучасного Алжиру) Іспанською імперією, що відбулося в травні 1509 р., коли армія на чолі з Педро Наварро від імені кардинала Франсіско Хіменеса де Сиснерос захопила місто, яке контролювалося заянідським султанатом Тлемсен.

## Передумови
В 1505 році, після успішної експедиції проти місцевої алжирської династії Заянідів, іспанці захопили місто Мерс-ель-Кебір на алжирському узбережжі неподалік від Орана. У 1507 р. Заяніди влаштували біля Мерс-ель-Кебіра засідку на іспанський загін, що здійснював грабіжницький рейд по околицям і за допомогою армії з приблизно 11 000 кіннотників здобули вирішальну перемогу, обмеживши зону іспанського впливу до власне самого Мерс-ель-Кебіра, який іспанцям вдалось втримати за собою.

## Облога
Підготовка до експедиції розпочалася у вересні 1508 року. Іспанська корона вклала в експедицію 39,6 мільйонів мараведі. Для порівняння, армада (флотилія) до південноамериканської колонії Кастилії-дель-Оро в 1514 році коштувала 14 мільйонів, а армада, відправлена в 1519 році на Молуккські острови на чолі з Фернаном Магелланом, яка вперше в історії здійснила навколосвітню подорож коштувала іспанській казні 8,35 мільйона.
Іспанський флот на чолі з Педро Наварро вийшов з порту з Картахени 16 травня і взяв курс на Мерс-ель-Кебір, місто, розташоване неподалік Орана, яке вже з 1505 року перебувало під контролем Іспанії. Флот складався з 80 великих суден (наосів), 10 галер, а також з додаткових невеликих суден. На кораблях знаходилось 8.000-12.000 піхотинців та 3.000-4.000 кіннотників. Армія провела ніч на 17 травня в Мерс-ель-Кебірі. 18 травня християнська армія взяла місто Оран штурмом, поєднуючи використання флоту з наземною атакою. Після прориву крізь стіни і падіння міста, кількість жертв серед нападників склала менше 30 осіб, тоді як серед 12.000 захисників загинуло біля 4.000 осіб.
20 травня кардинал Франсіско де Сиснерос урочисто в'їхав у підкорене місто.

## Наслідки
У кінцевому підсумку війна була виграна Іспанією в 1512 році, коли емірат Заянідів став вассалом Арагонської Корони. Оран залишався під контролем Іспанської імперії до 1708 р., коли він був захоплений османським деєм Алжиру, який скористався війною за спадщину Іспанії. Місто було знову відвойоване іспанцями в 1732 році.
Після землетрусу 1790 року, іспанці продали обидва міста бею Алжира і покинули Оран та Мерс-ель-Кебір у 1792 році.